# Улица Левка Лукьяненко (Киев)
Улица Левка́ Лукья́ненко (до 2022 года — улица Маршала Тимошенко) — улица в Оболонском районе города Киева, жилой массив Оболонь. Пролегает от путепровода над Богатырской улицей (как продолжение Луговой улицы) до проспекта Владимира Ивасюка).
Примыкают улицы Богатырская, Героев Полка «Азов», 3ои Гайдай, Минская площадь, Оболонский проспект.

## История
Улица запроектирована в 1960-х годах под названием Центральная поперечная северная сторона (№ 3). С 1970 по 2022 год носила имя советского военачальника Семёна Тимошенко. Интересно, что в справочниках «Улицы Киева» за 1979 год и «Киев» за 1982 год улица фигурирует под названием проспект Маршала Тимошенко. С 12 сентября 2022 года носит новое название — улица Левка Лукьяненко.
Застройка улицы начата в 1974 году. В 1978 году по улице проложена трамвайная линия.

## Памятники
На улице сооружено четыре памятника:
- Архангелу Михаилу (в сквере возле д. № 16);
- Памятник «Герои не умирают» (в сквере напротив д. № 18)
- Зодчему (возле д. № 21);
- Строителю (возле д. № 29-б).

## Учреждения
- Оболонский районный суд (д. № 2-е)
- Дошкольное учебное заведение № 589 (д. № 3-б)
- Центр творчества детей и юношества (д. № 11-б)
- Киевский университет им. Б. Гринченко (д. № 13-б)
- Центральная поликлиника, детские поликлиники № 1, 2 Оболонского района (д. № 14)
- Оболонская районная государственная администрация (д. № 16)
- Супермаркет электроники «Фокстрот» (д. № 29)
- Дошкольное учебное заведение № 7/788 «Незабудка»

## Изображения

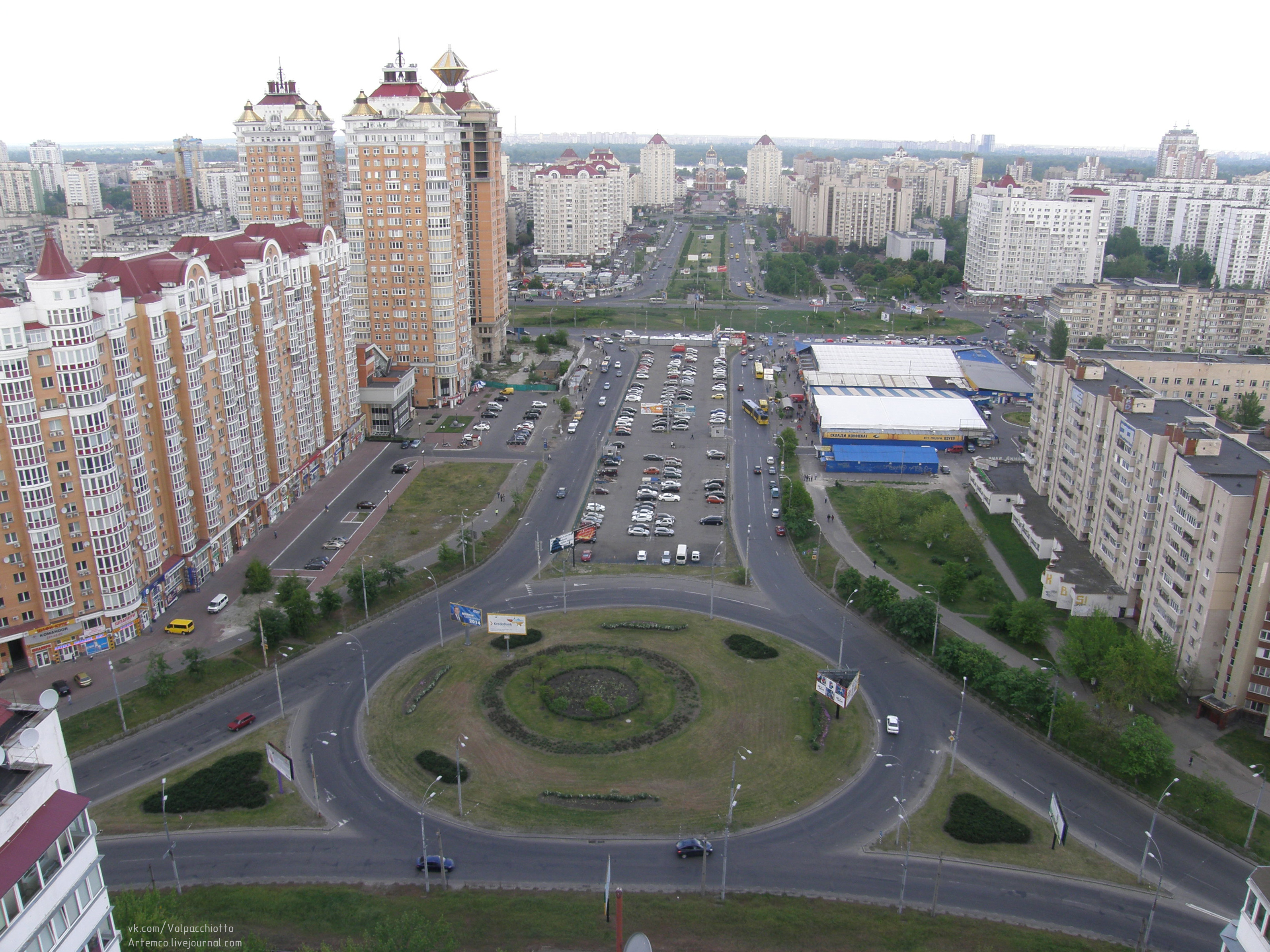
От перекрёстка с улицей Зои Гайдай на восток
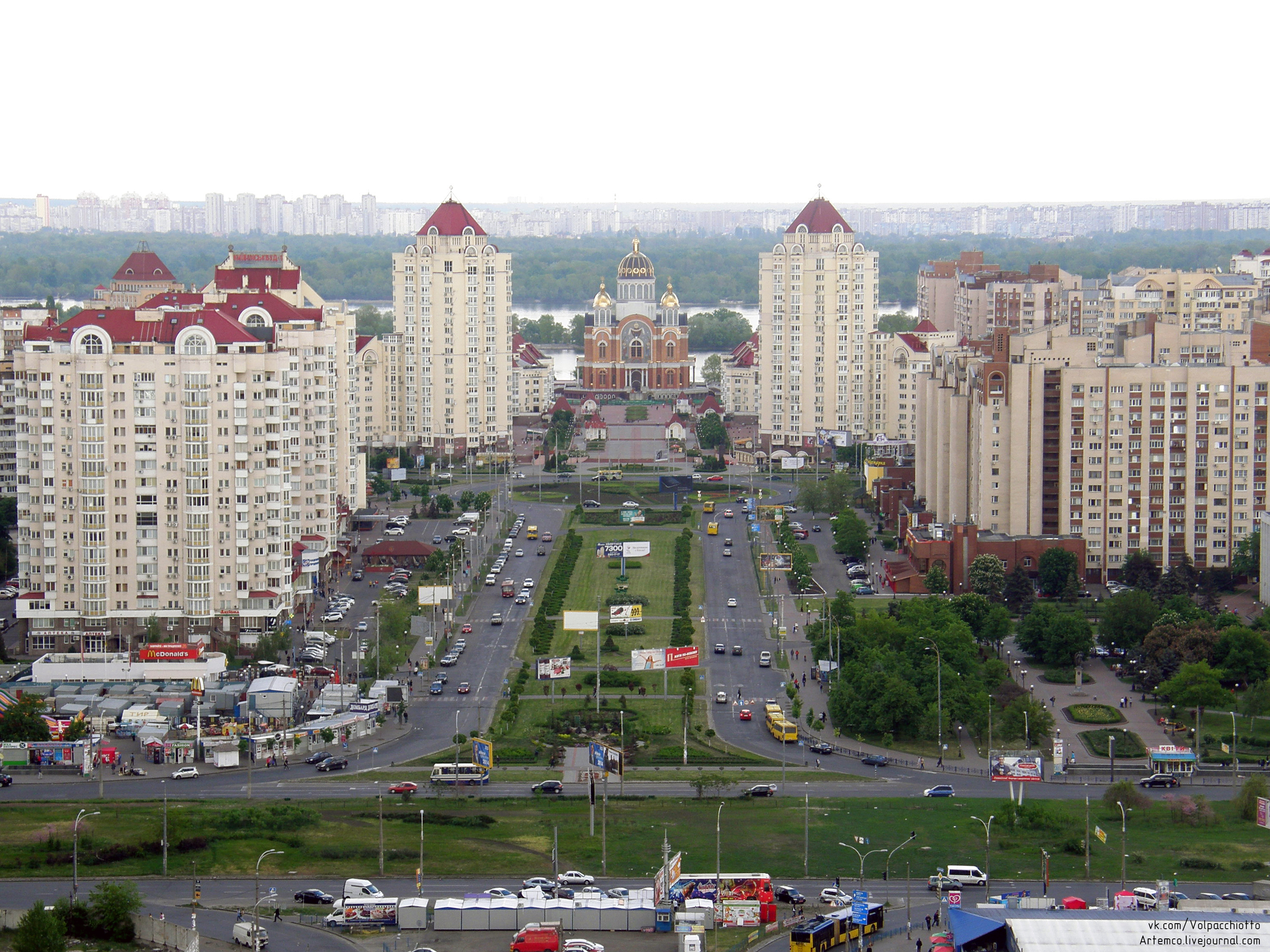
От Минской площади до площади Михаила Загороднего
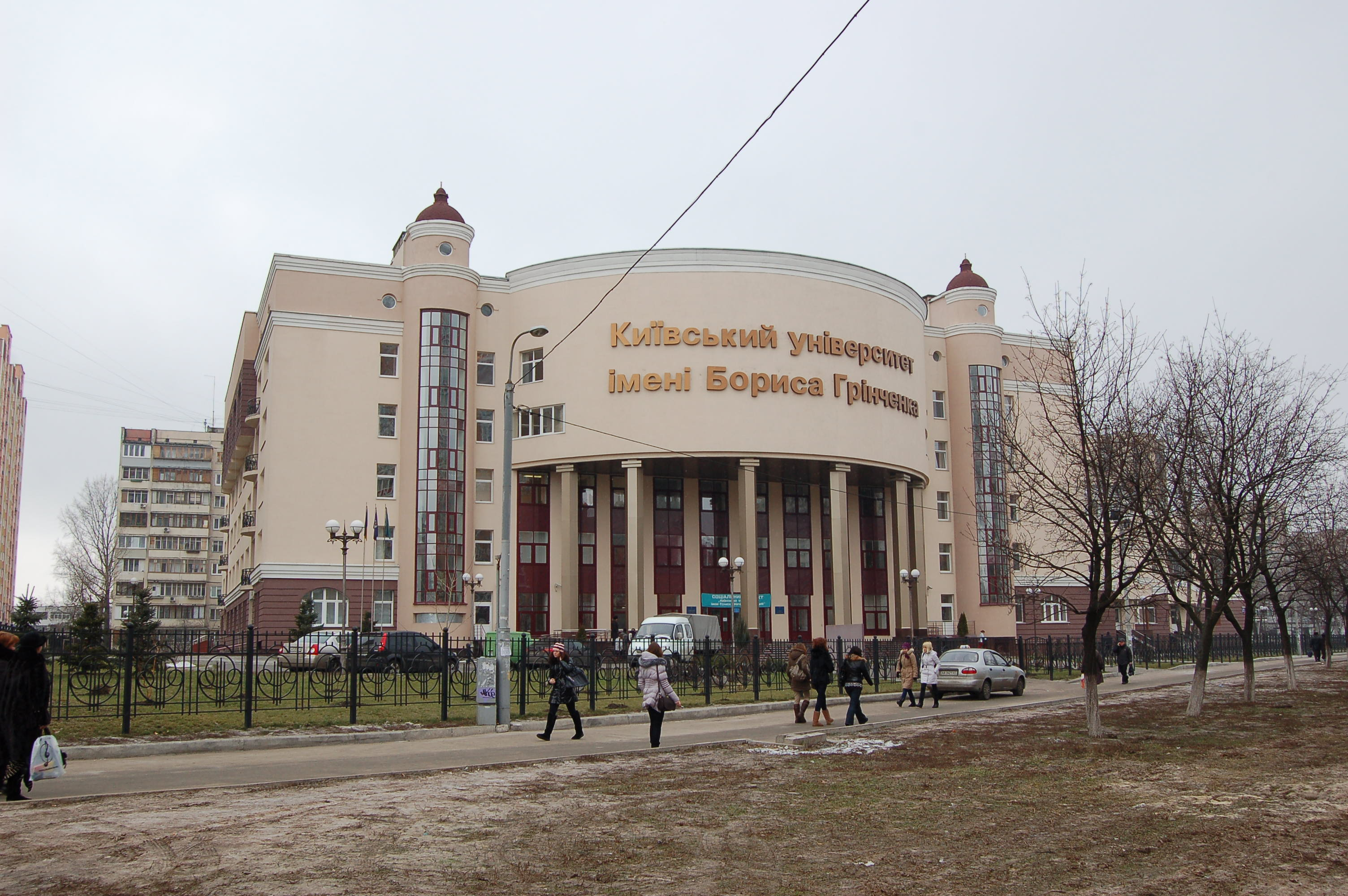
Киевський университет им. Б. Гринченко
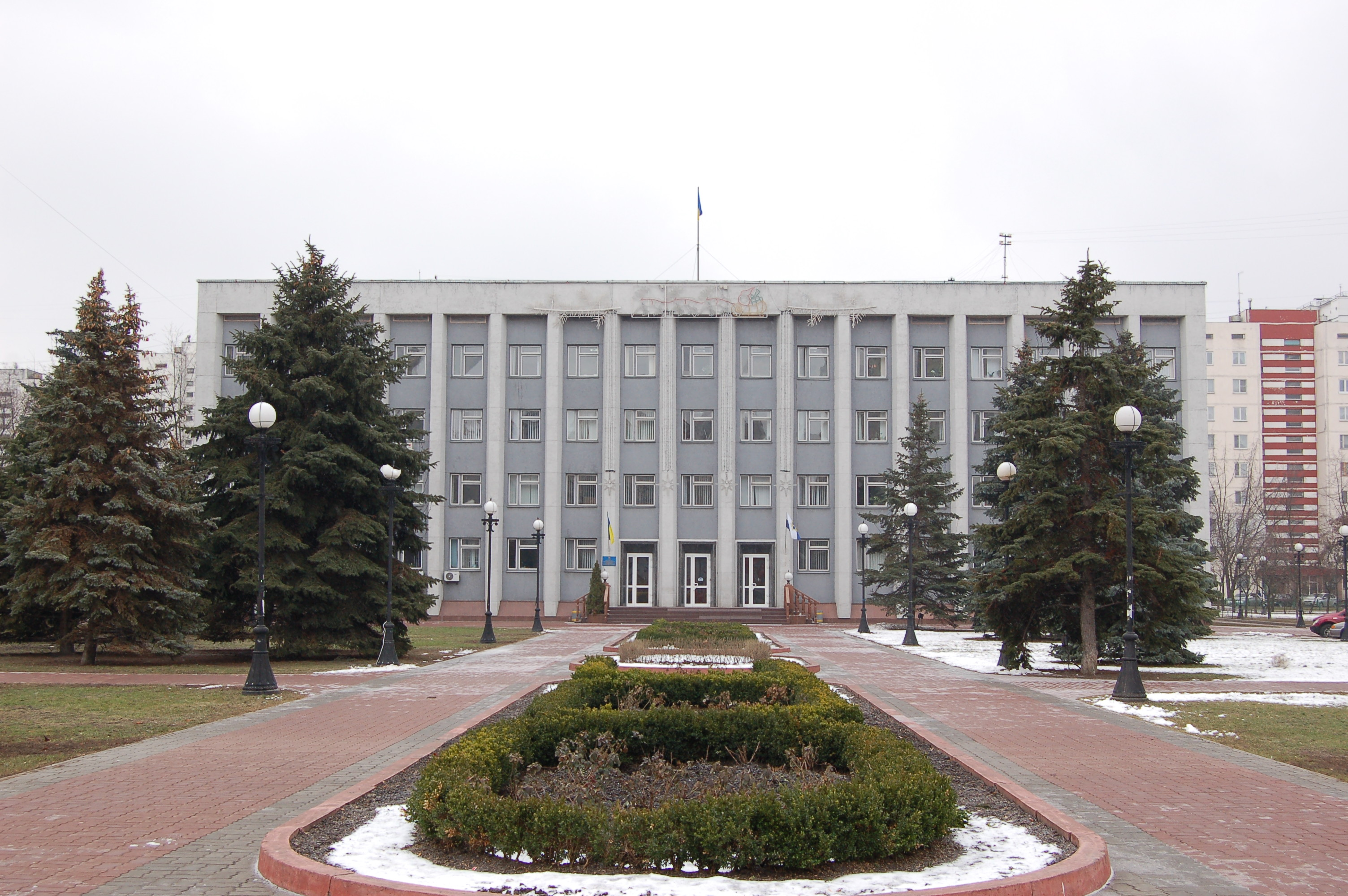
Оболонская райгосадминистрація